# Elamena cristatipes
Elamena cristatipes is een krabbensoort uit de familie van de Hymenosomatidae. De wetenschappelijke naam van de soort is voor het eerst geldig gepubliceerd in 1927 door Gravely.